# Ноби
Ноби (хангыль: 노비; ханча: 奴婢) были членами класса несвободного населения во времена корейских государств Корё и Чосон. Юридически они занимали самое низкое положение в средневековом корейском обществе. Подобно рабам, крепостным и наемным слугам Западного полушария, ноби считались собственностью или движимым имуществом, и их можно было купить, продать или подарить.
| Класс     | Хангыль | Ханча | Значение                |
| --------- | ------- | ----- | ----------------------- |
| Янбан     | 양반    | 兩班  | два вида аристократов   |
| Чунгин    | 중인    | 中人  | средние люди            |
| Санмин    | 상민    | 常民  | простолюдины            |
| Чхонмин   | 천민    | 賤民  | вульгарные простолюдины |
| - Пэкджон | 백정    | 白丁  | неприкасаемые           |
| - Ноби    | 노비    | 奴婢  | рабы (или крепостные)   |

## Положение
Ноби были социально неотличимы от свободных людей, кроме правящего класса янбан, и некоторые из них обладали правами собственности, юридическими лицами и гражданскими правами. Следовательно, некоторые ученые утверждают, что неуместно называть их «рабами», в то время как некоторые ученые описывают их как крепостных. Кроме того, корейское слово, обозначающее настоящего раба, в европейском и американском значении — нойе, а не ноби. Некоторые ноби владели собственными ноби.

## История
Некоторые люди становились ноби в качестве наказания за совершение преступления или неуплату долга. Однако некоторые люди добровольно становились ноби, чтобы избежать крайней нищеты во время неурожаев и голода.
Домашние ноби служили личными слугами и домашней прислугой, и большинство из них получали ежемесячную зарплату, которую можно было дополнить заработком, полученным в нерабочее время. Ноби-нерезиденты проживали на расстоянии и мало чем отличались от фермеров-арендаторов или простолюдинов. Они были официально зарегистрированы как независимые семейные единицы и владели собственными домами, семьями, землей и состоянием. Ноби-нерезиденты были гораздо более многочисленны, чем домашние ноби.
Считалось, что иерархические отношения между господином-янбаном и ноби были эквивалентны конфуцианским иерархическим отношениям между правителем и подданным или отцом и сыном. Ноби считались продолжением собственного тела господина, встроенными в идеологическую систему, основанную на взаимных обязательствах. В Анналах династии Чосон говорится: «Ноби такой же человек, как и мы, поэтому разумно относиться к нему щедро» и «В нашей стране мы любим наших ноби как часть нашего тела».
В системе чхаккэ ноби полагались два участка сельскохозяйственных земель, при этом продукция с первого выплачивалась хозяину в качестве дани, а урожай второго оставался у ноби для потребления или продажи. Чтобы обрести свободу, ноби могли купить её, заработать на военной службе или получить в качестве милости от правительства.
В 1426 году Седжон Великий издал закон, который предоставлял государственным женщинам-ноби 100 дней отпуска по беременности и родам после родов, который в 1430 году был увеличен на один месяц до родов. В 1434 году Седжон также предоставил мужьям 30-дневный отпуск по уходу за ребёнком.